# Champdôtre
Champdôtre é uma comuna francesa na região administrativa da Borgonha-Franco-Condado, no departamento de Côte-d'Or. Estende-se por uma área de 10,5 km². Em 2010 a comuna tinha 610 habitantes (densidade: 58,1 hab./km²).